# 普卢内韦莫埃代克
普卢内韦莫埃代克（法語：Plounévez-Moëdec，法語發音：[pluneve mwedɛk]）是法国阿摩尔滨海省的一个市镇，位于该省西部，属于拉尼永区。

## 地理
普卢内韦莫埃代克（48°33'23"N, 3°26'41"W）面积40.36 平方千米，位于法国布列塔尼大區阿摩尔滨海省，该省份为法国西北部沿海省份，位于布列塔尼半岛北部，北濒大西洋英吉利海峡，西接菲尼斯泰尔省，南至莫尔比昂省，东临伊勒-维莱讷省。
与普卢内韦莫埃代克接壤的市镇（或旧市镇、城区）包括：普卢阿雷特、贝利勒昂泰尔、朗韦莱克、洛克恩韦勒、洛吉维普卢格拉斯、普卢内兰、特雷格罗姆、勒维约马尔谢。

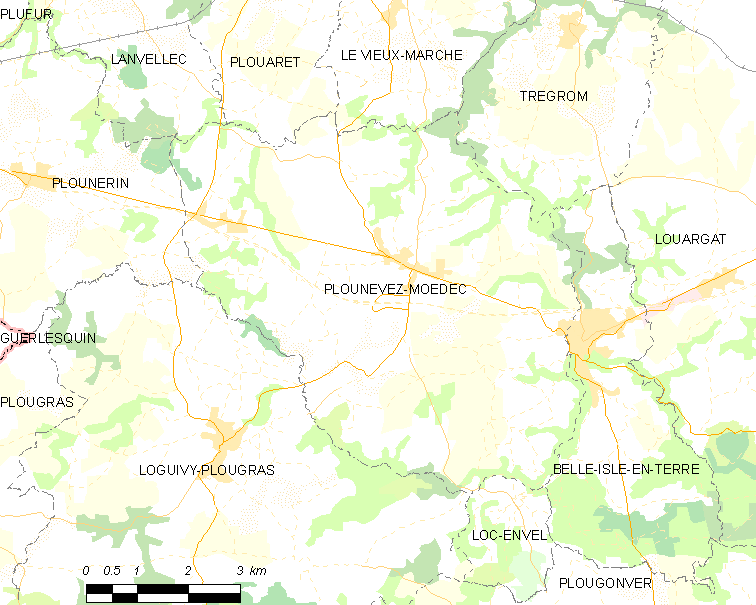
普卢内韦莫埃代克的OSM定位图

普卢内韦莫埃代克的时区为UTC+01:00、UTC+02:00（夏令时）。

## 行政
普卢内韦莫埃代克的邮政编码为22810，INSEE市镇编码为22228。

## 政治
普卢内韦莫埃代克所属的省级选区为普莱斯坦莱格雷沃县。

## 人口

1962-2008年间普卢内韦莫埃代克人口变化图示

普卢内韦莫埃代克于2022年1月1日时的人口数量为1473人。